# 江埼灯台
江埼灯台（えさきとうだい）は、兵庫県淡路市野島江崎に立つ白亜の石造の大型灯台。淡路島北端の松帆崎の西にあるこの灯台は明治初期の大坂条約によって建設された5基の洋式灯台の最初の一つで、歴史的文化財的価値が高いAランクの保存灯台および近代化産業遺産である。周辺は瀬戸内海国立公園に指定され、灯台からは明石海峡大橋を望むことができる。土木学会選奨土木遺産、国の重要文化財に指定されている。

## 歴史
- 1867年（慶応3年）4月、幕府と英国公使は兵庫開港（同年12月）に備えて大坂約定（別名「大坂条約」）を結んだが、その時に5つの灯台（江埼、六連島、部埼、友ヶ島、和田岬）の建設を約束し、その最初に建設されたのがこの灯台。
- 1871年6月14日（明治4年4月27日）に初点灯した。「灯台の父」と呼ばれるリチャード・ヘンリー・ブラントンの設計による石造で、日本の洋式灯台では8番目のものだった。灯塔には家島産の御影石を使用し、最初の光源は石油ランプだった。
- 1933年（昭和8年）に電化される。
- 1981年（昭和56年）4月 無人化される[1]。
- 1995年（平成7年）1月17日の阪神・淡路大震災で大きな被害を受ける。
- 1996年（平成8年）、旧退息所（灯台職員宿舎）が「四国村（四国民家博物館）」に移築復元される。
- 2000年（平成12年）、旧退息所が国の登録有形文化財となる。
- 2018年（平成30年）、土木学会選奨土木遺産に選ばれる[2]。
- 2022年（令和4年）2月9日、国の重要文化財に指定[3]。

## 旧退息所
「四国村（四国民家博物館）」（香川県高松市）に石造の江埼灯台の旧退息所（灯台職員宿舎）が移築保存されている。2000年（平成12年）に国の登録有形文化財になり、内部には調度品や設計図等の貴重な資料が展示されている。

## 交通
- 兵庫県道31号福良江井岩屋線 - 緑の道しるべ江崎公園（灯台直下）駐車場
- バス - 淡路市生活観光バス路線（あわ神あわ姫バス）1（時計回り）/2（反時計回り）系統、松帆浦下車

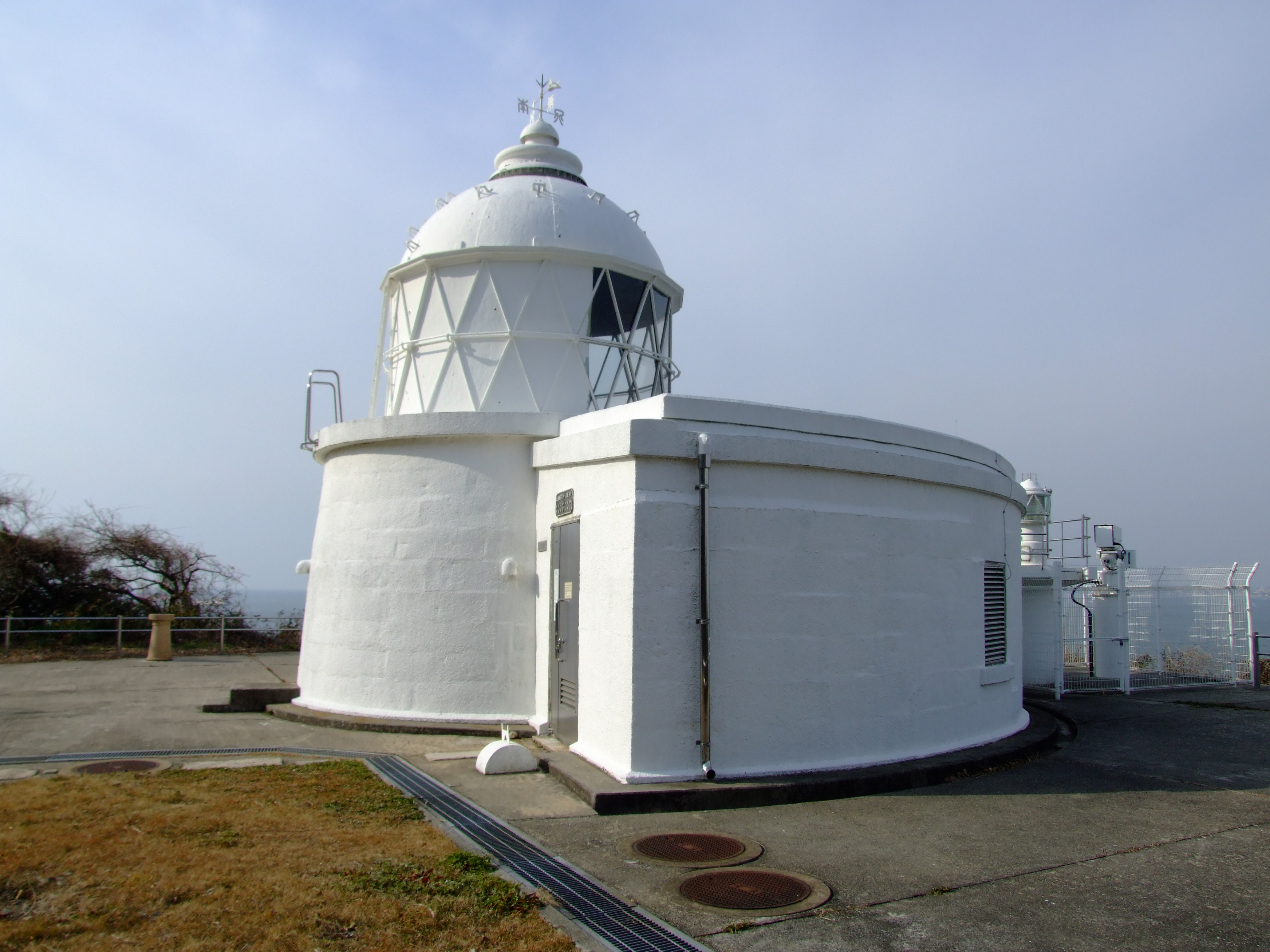
江埼灯台
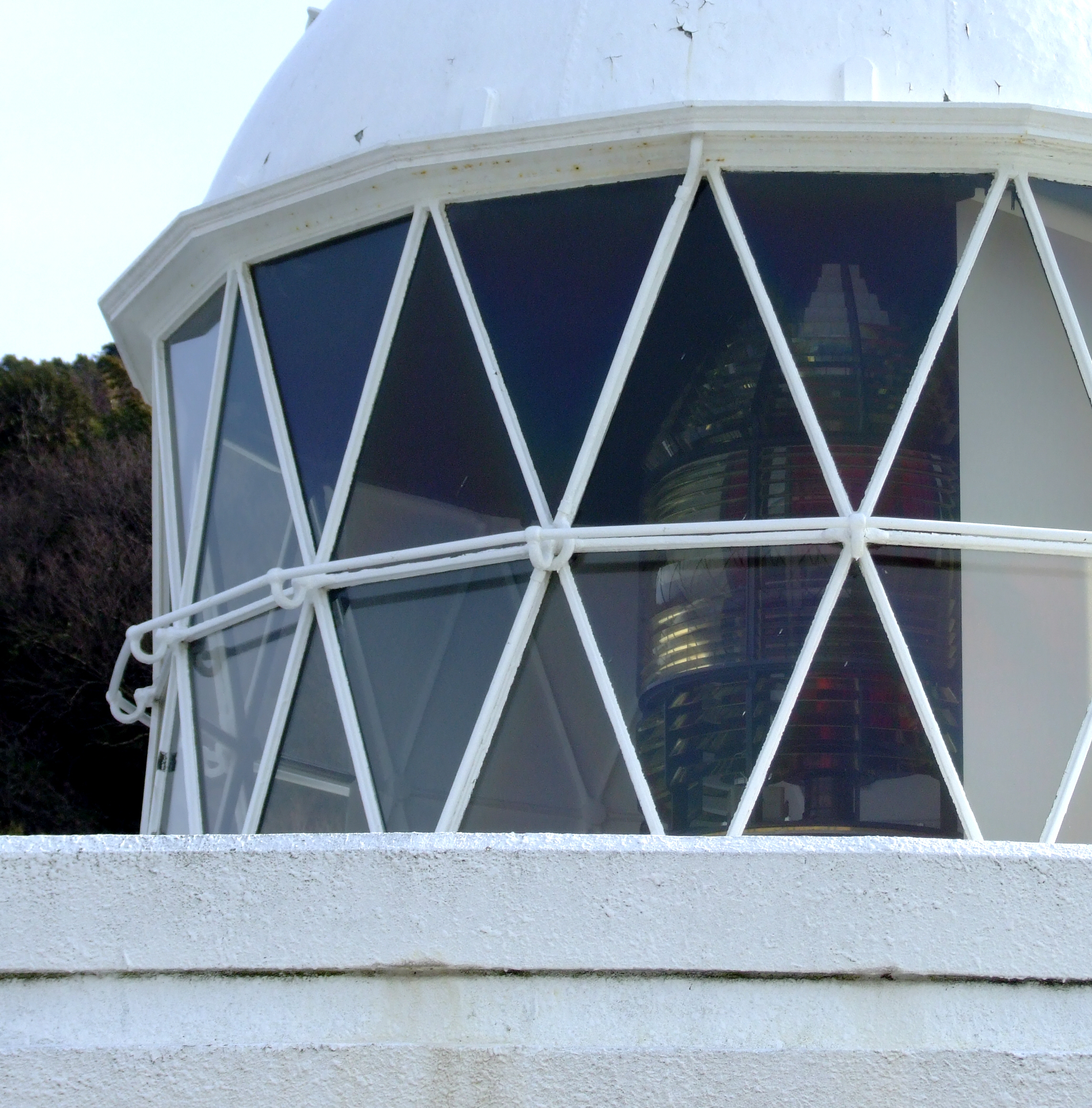
レンズ
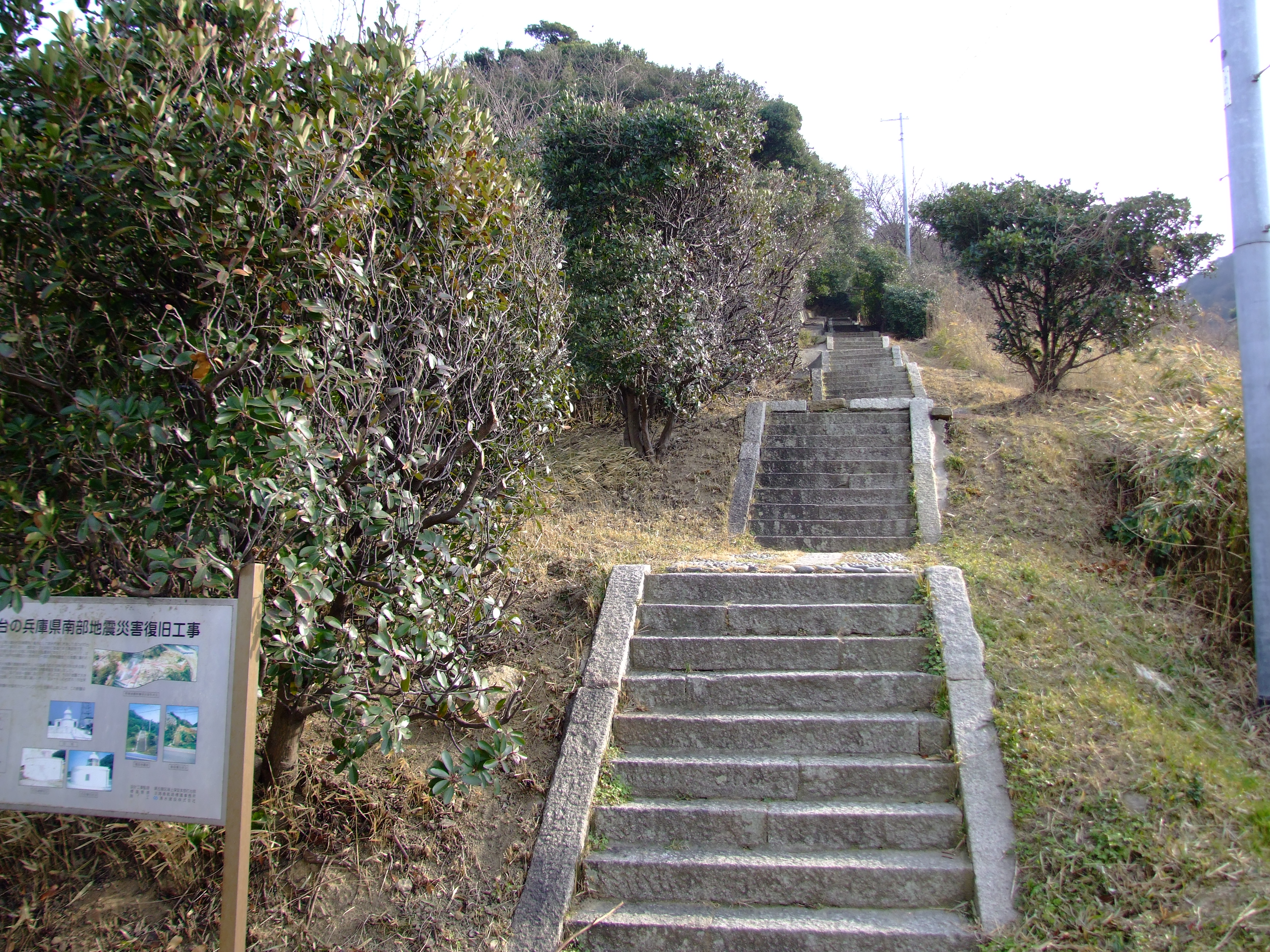
1995年の兵庫県南部地震時に野島断層の横ずれで屈曲した灯台への階段。
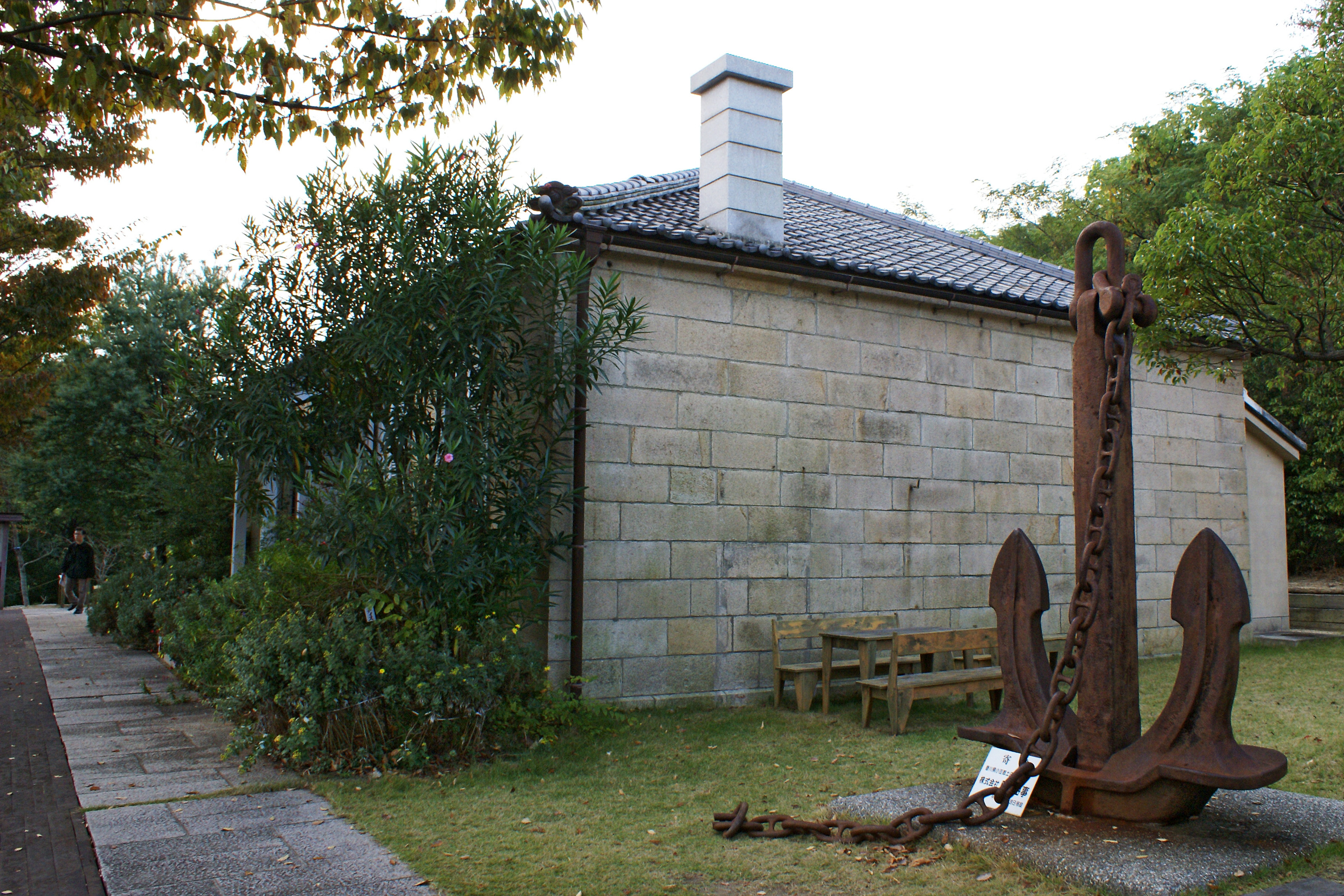
旧退息所（四国村に保存）

## 周辺情報
- 明石海峡大橋
- 大阪マーチス